# Frederik Nonnemann
Frederik Hjere Nonnemann (født 11. juni 1990 i Hørsholm) er en professionel danser. Han er kendt fra Vild med Dans, hvor han har deltaget som professionel danser uafbrudt siden sæson 10 i 2013.

## Dansekarriere
Han startede med at danse som 8-årig. Han har udviklet fitnessprogrammet "Burlesque Fit", som han underviser i på mange forskellige danseskoler. Derudover har han danset professionelt for blandt andre musikeren Johnny Logan - både i Danmark og udlandet.

### Vild med Dans
Han har deltaget i Vild med Dans siden 2013, hvor han dansede med DJ'en Le Gammeltoft (parret blev stemt ud i program nr. 1). I 2014 dansede han med badmintonspilleren Tine Baun (parret blev stemt ud i program 5), i 2015 The Raveonettes-musikeren Sharin Foo (parret blev stemt ud i program 6), TV-vært Lene Beier (parret blev stemt ud i program 8), Youtuber Julia Sofia Aastrup (parret blev stemt ud i program nr. 9) og  i 2018 med Emmelie de Forest (parret blev stemt ud i program 6). 
I sæson 16 i 2019 danser han med Birgit Aaby. Parret endte på en 9. plads.

## Velgørenhed
Nonnemann har siden 2013 været ambassadør for SOS Børnebyerne, hvor han har besøgt Tanzania.

## Erhverv
Frederik Nonnemann er uddannet økonom og har gennemgået studier i japansk sprog og kultur. Han har arbejdet for blandt andet Mærsk.